# Stadion im. Kostasa Dawurlisa
Stadion im. Kostasa Dawurlisa (gr. Στάδιο Κώστας Δαβουρλής) – stadion piłkarski w Patras, w Grecji. Został otwarty w 1939 roku. Może pomieścić 11 321 widzów. Swoje spotkania rozgrywają na nim piłkarze klubu Panachaiki GE. Obiekt nosi imię byłego zawodnika Panachaiki, Kostasa Dawurlisa.
Obiekt został otwarty w 1939 roku, jednak pierwsza trybuna stadionu powstała dopiero w roku 1955. Obecne trybuny wzdłuż boiska zostały otwarte w 1972 roku, dwa lata później oddano do użytku także trybunę za wschodnią bramką. Za drugą z bramek stadionu nie ma żadnej trybuny. Pod koniec XX wieku zainstalowano na trybunach plastikowe krzesełka, dach nad północną trybuną oraz sztuczne oświetlenie.
Na stadionie dwa spotkania towarzyskie rozegrała piłkarska reprezentacja Grecji, 22 września 1976 roku z Izraelem (0:1) i 27 marca 2002 roku z Belgią (3:2).